# Carora
Carora é uma cidade da Venezuela localizada no estado de Lara. Carora é a capital do município de Torres.